# Choristylis rhamnoides
Choristylis rhamnoides là một loài thực vật có hoa trong họ Iteaceae. Loài này được Harv. miêu tả khoa học đầu tiên năm 1842.